# Champigneul-Champagne
Champigneul-Champagne é uma comuna francesa na região administrativa do Grande Leste, no departamento de Marne. Estende-se por uma área de 29.66 km², e possui 317 habitantes, segundo o censo de 2018, com uma densidade de 11 hab/km².